# Die Werkstatt der Kunst

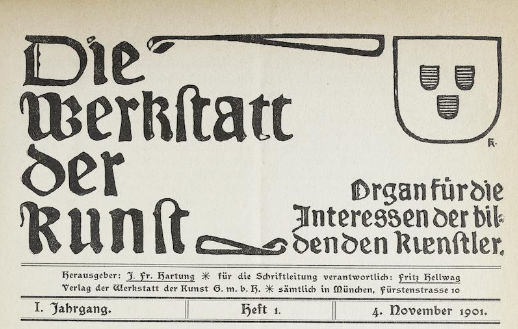
Zeitungskopf 1901

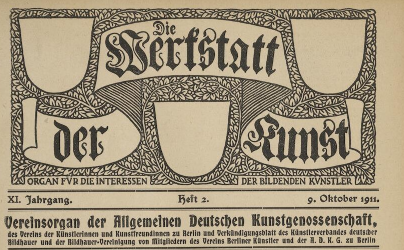
Zeitungskopf 1911

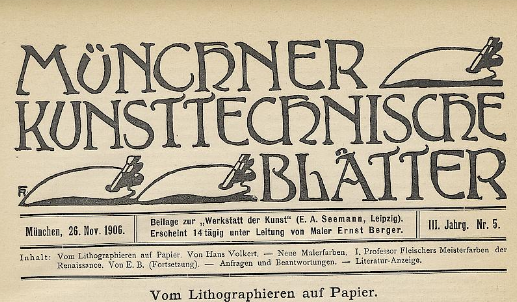
Beilage 1906

Die Werkstatt der Kunst, Organ für die Interessen der bildenden Künstler war eine deutsche Fachzeitschrift für Künstler, die zwischen 1901 und 1919 erschien.

## Erscheinung
Beim ersten Heft fungierte John Friedrich Hartung als Herausgeber, der Schriftleiter war der Kunstschriftsteller Fritz Hellwag (1871–1950).
Die Zeitung hatte einen Umfang von 16 Seiten. Sie erschien wöchentlich, in den Sommermonaten zehntäglich, so dass die Zeitung ihr Erscheinen mit 48 Heften im Jahr ankündigte. Der Jahrgang begann jeweils nach dem Sommer mit der ersten Oktober-Nummer. Die Zeitung erschien im Verlag E. A. Seemann in Leipzig. Als Supplemente waren der Zeitung beigelegt die Münchner kunsttechnischen Blätter (zweimal im Monat) und Wirtschaft und Recht des Künstlers.
Die Zeitung fungierte als Organ der Allgemeinen Deutschen Kunstgenossenschaft. Die Zeitung diente verschiedenen regionalen Künstlervereinigungen als Mitteilungsblatt, dabei gab es offensichtliche Wechsel, die sich im Untertitel der Zeitung niederschlugen. Im Oktober 1910 lautete der Untertitel: Vereinsorgan der Allgemeinen Deutschen Kunstgenossenschaft, des Vereins der Künstlerinnen und Kunstfreundinnen zu Berlin und Verkündigungsblatt des Künstlerverbandes deutscher Bildhauer und der Bildhauer-Vereinigung von Mitgliedern des Vereins Berliner Künstler und der A.D.K.G..
Einer der wichtigen Autoren war Otto Marcus.